# Escola de Gestão e Negócios da Pontifícia Universidade Católica de Goiás
 Coordenadas : minutos ou segundos > 60
A Escola de Gestão e Negócios (EG&N) é a Unidade Acadêmica da Pontifícia Universidade Católica de Goiás responsável pelo ensino, pesquisa e extensão no campo das ciências sociais aplicadas. Sediada em Goiânia, na Área I do campus do setor universitário da PUC, a instituição é pioneira no Centro Oeste brasileiro, tendo sua fundação precedido a própria PUC.

## História
Sob o nome Faculdade de Ciências Econômicas de Goiás, a instituição foi fundada em  1949, trazendo para o Centro Oeste do país seus primeiros cursos de graduação em Ciências Econômicas e Ciências Contábeis e Atuariais, por meio de um consórcio entre a Associação Comercial do Estado de Goiás, Federação do Comércio e pela Diocese de Goiânia. Em 1959, passados dez anos de sua criação, uniu-se à Faculdade de Filosofia, às Escolas Superiores de Belas Artes, à Faculdade de Serviço Social e à Faculdade de Direito para criar a Universidade de Goiás (hoje PUC GOIÁS), passando a se chamar Faculdade de Ciências Humanas da Universidade de Goiás. No ano de 1962, criou o primeiro curso de graduação em Administração do Centro Oeste.
No final da década de 80, a universidade departamentalizou-se, destituindo as faculdades e criando estruturas organizacionais independentes para cada um de seus cursos, desmembrando a faculdade em três departamentos. Em 2015 uma nova reestruturação organizacional instituiu Escolas por área de conhecimento e reunificou os cursos na Escola de Gestão e Negócios.

## Cursos

### Graduação
- Bacharelado em Administração
- Bacharelado em Ciências Aeronáuticas
- Bacharelado em Ciências Contábeis
- Bacharelado em Ciências Econômicas

### Stricto Sensu
- Desenvolvimento e Planejamento Territorial com as linhas de pesquisa: Economia e desenvolvimento territorial e Planejamento urbano/ambiental.